# 哈里斯毛料

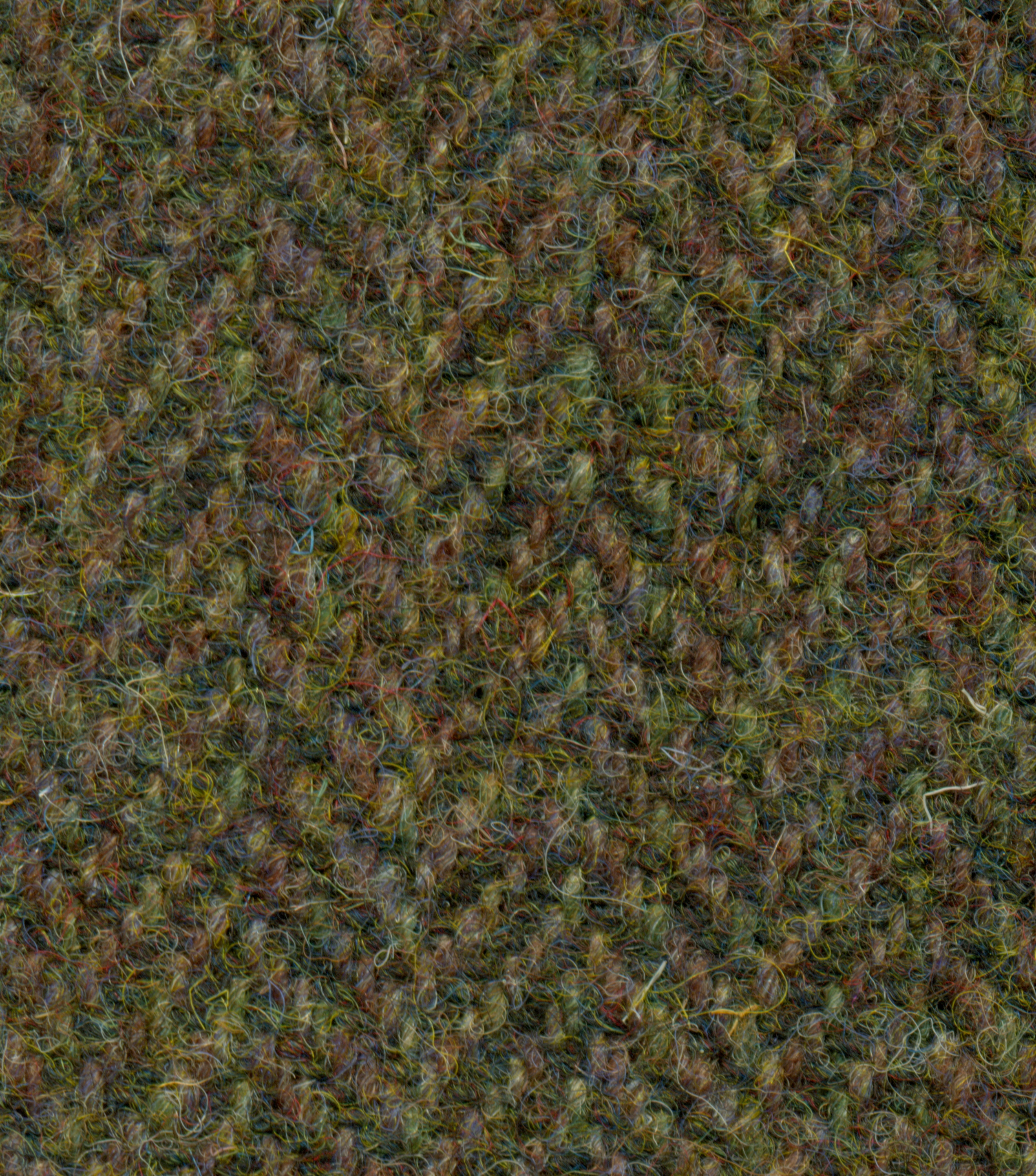
20世紀中期的哈里斯毛料織品

哈里斯毛料是由哈里斯島及路易斯島為首的幾個蘇格蘭島嶼居民利用當地盛產的羊毛手工織成的衣料。
傳統的哈里斯毛料特色是帶有雜色的斑點。這些斑點是藉由數種植物染劑，包括幾種採自苔癬，稱為"crottle"的染料染成的。染劑分別帶有紫咖啡、鐵鏽橘的顏色，這些顏色成就了哈里斯毛料的著名特色。